# Río Lobos
El río Lobos es un río del interior de la península ibérica, perteneciente a la cuenca del Duero. Discurre por las provincias españolas de Burgos y Soria.

## Descripción
El río nace en Mamolar, provincia de Burgos, Castilla y León y desemboca en el Ucero, en la localidad del mismo nombre, ya en la provincia de Soria.
Cierta cartografía[¿cuál?] prolonga a este subafluente del río Duero hasta El Burgo de Osma, donde desembocaría en el Duero. Da nombre a un turístico cañón y a un parque natural.
En verano, el cauce del río suele estar seco hasta el término de Rabanera del Pinar, por lo que las primeras aguas que recibe en periodo estival proceden del río Rabanera, que nace en la fuente del pago de El Campo y en los primeros kilómetros recibe el nombre de arroyo del Campo, y de la fuente La Isilla, junto a la ermita de San Andrés (Rabanera del Pinar).
Documentos de principios del siglo XIX lo denominaban «río Rejas».

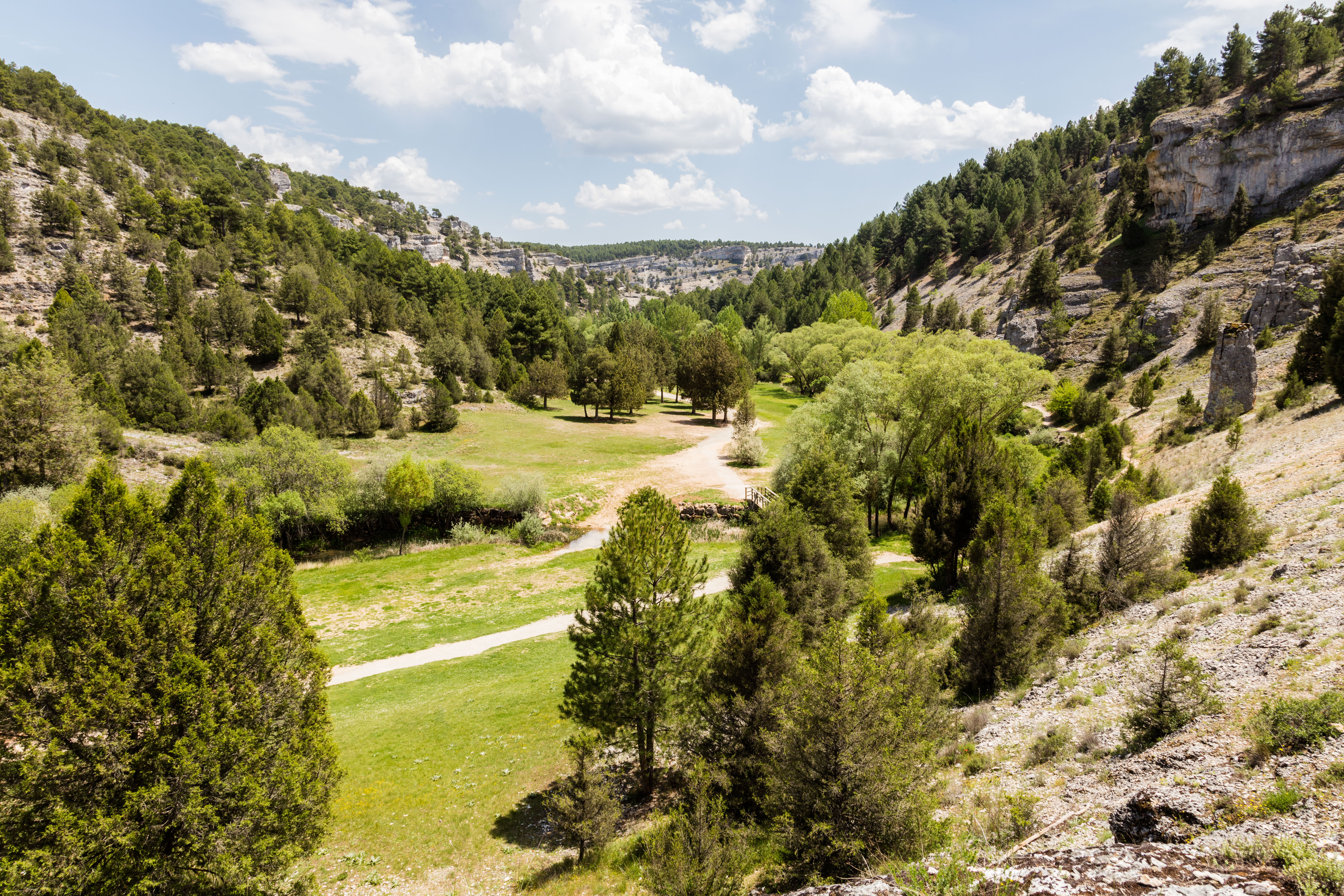
Cañón del Lobos

## Afluentes
| - Arroyo de las Fuentes - Arroyo de los Caños - Río Rabanera - Arroyo del Juncar - Río de la Beceda - Río Mayuelo - Río Laprima - Arroyo de Valdesanchón - Barranco de los Anidones - Arroyo del Chozón - Río Arganza - Arroyo de la Lastrilla - Arroyo de Valderrueda - Barranco de la Calzada - Barranco de la Covatilla | - Arroyo de la Palomera - Arroyo Carrimermeja - Arroyo de Fuente Rey - Arroyo de la Huerta - Arroyo del Propio - Río Navas - Arroyo Vallejo de la Sierra - Arroyo Vallejo del Portillo - Vallejo Valdelagua - Barranco del Chorrón - Vallejo de Covalagua - Arroyo del Torcajo |

## Municipios que atraviesa

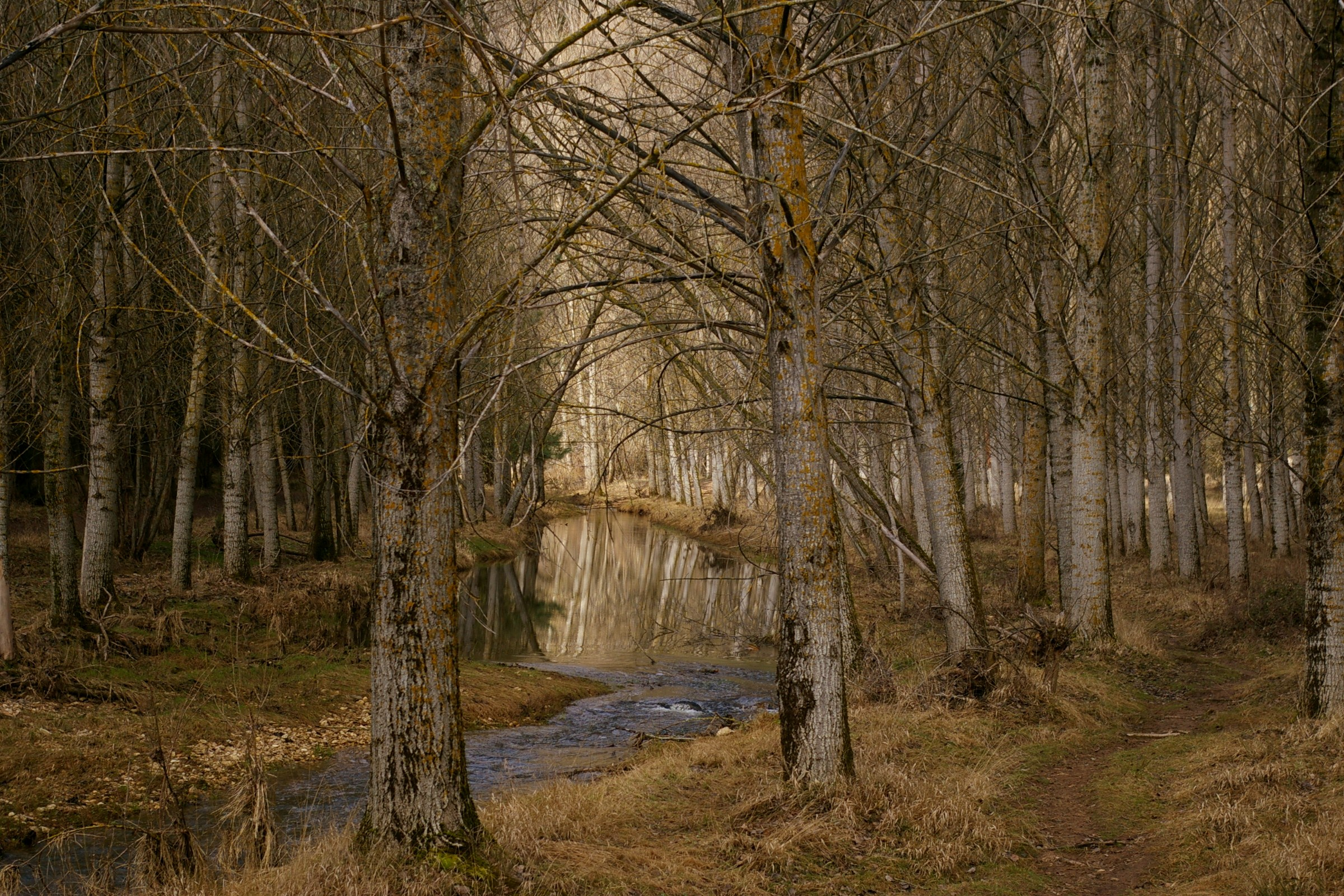
Vista del río

- Pinilla de los Barruecos
- La Gallega
- Rabanera del Pinar
- Hontoria del Pinar
- Santa María de las Hoyas
- Ucero